# Wii Sports Resort
Wii Sports Resort (Wii スポーツ リゾート, Wii Supōtsu Rizōto) és una col·lecció de jocs esportius per la consola Wii i és la continuació de Wii Sports. Wii Sports Resort fou llançat el 25 de juny de 2009 al Japó, i a Austràlia, Europa, Amèrica del Nord al juliol de 2009 i a Corea el juny de 2010. És necessari el Wii MotionPlus, que ve amb el joc. Les unitats addicionals del Wii MotionPlus també es venen separades. Una edició limitada especial també fou llançada a Europa el novembre de 2009 amb la característica que la Wii i el Wii MotionPlus de color negre. Des del 9 de maig de 2010, les dues Wiis (la blanca i la negra) inclouen el Wii Sports Resort (l'accessori MotionPlus és del mateix color que la consola).

## Modes de joc
Wii Sports Resort estàambientat en un complex turístic de platja, en una illa anomenada Wuhu Island (Illa Wuhu), on és possible jugar a dotze esports diferents. Com l'original, els esports es juguen agafant el Wii Remote (en alguns casos, amb el nunchuck) de manera similar als esports que s'emulen. Per exemple, al tir amb arc, el jugador aguanta el Wii Remote verticalment per agafar l'arc, i estira el Nunchuck cap al darrere per tensar la corda de l'arc.
Una novetat és que Wii Sports Resort necessita el Wii MotionPlus, que fa possible el control més acurat i permet que es pugui jugar amb més precisió. Per exemple, al tennis del Wii Sports, el tirs del jugador estaven determinats per la direcció del Wii Remote agafant-lo com una raqueta. Wii Sports Resort ofereix una nova variació, ping-pong (ja havia sortit al Wii Play), on el jugador té millor control afegint una rotació a la pilota girant el Wii Remote mentre es sacseja. La Wii MotionPlus es necessita per tots els Wii Remotes mentre es juga al Wii Sports Resort. A la majoria dels esports que es pugui jugar amb 3 o 4 jugadors es permet que un Wii Remote es pugui compartir entre els jugadors fent torns. El piragüisme és una excepció on es necessita un controlador per cadascun dels 4 jugadors.

### Llista d'esports
- Espasa:[4] Duel, tallar, assalt
- Surfesquí:[3] Modalitat única
- Frisbee: Frisbee platja, frisbee golf
- Tir amb arc:[3] Modalitat única
- Bàsquet:[3] Concurs de triples i 3 contra 3
- Ping-pong:[3] Concurs de rests i partit
- Golf:[5] Modalitat única
- Bitlles:[3] 100 bitlles, obstacles i clàssic
- Moto d'aigua: eslàlom i carrera
- Piragüisme:[3] Desafiament i regata
- Ciclisme:[3] Volta i carrera
- Esports aeris:[3] Paracaigudisme, turisme i combat aeri